# Dragutin Seljan
Dragutin Seljan (Topolovac kraj Siska, 16. studenog 1810. – Zagreb, 14. svibnja 1848.), geograf, teolog i sudionik ilirskog pokreta. Do 1837. bio je prefekt u Plemićkom konviktu u Zagrebu s čijeg je mjesta uklonjen zbog pristajanja uz ilirski pokret. Nakon toga odlazi u Beč gdje se bavi geografskim i kartografskim radom.
Godine 1840. objavio je djelo "Početak, napredak i vrednost literature ilirske. S kratkim geografičko-statističkim opisom Ilirskih deržavah" kojim je kao prvi od iliraca pokušao izložiti navedenu tematiku. Nakon što je 11. siječnja 1843. zabranjena uporaba ilirskog imena, iste godine tiska "Zemljopis pokrajinah Ilirskih iliti Ogledalo zemlje, na kojoj pribiva narod ilirsko-slavjanski sa opisanjem berdah, potokah, gradovah i znatniih mìstah polag sadanjeg stališa s kratkim dogodopisnim dodatkom i priloženim krajobrazom iliti mapom" (Zagreb, tiskara Ljudevita Gaja). Stoga je cenzura knjigu zabranila i zaplijenila, pa su do danas očuvani rijetki primjerci. Seljanov Zemljopis prvi je rad na hrvatskom jeziku iz područja geografije.
Godine 1845. priredio je knjigu "Zemljopis pokrajinah Bosne, Serbije, Bugarske iliti Ogledalo zemlje, na kojoj pribiva narod ilirsko-slavjanski sa opisanjem berdah, potokah, gradovah i znatniih mestah polag sadanjeg stališa s kratkim dogodopisnim dodatkom". Ovaj rukopis, kojem je na naslovnici kao mjesto tiska stajao Beč, nikad nije objavljen.
Jedino tiskano i sačuvano Seljanovo djelo izdano je 1847. godine u Beču pod naslovom "Zemljovid carevine Austrianske i južne Niemačke zatim Švajcarske, Talianske, europejske Turske i Gerčke". Ovo djelo obuhvaća Seljanov Zemljopis iz 1843. i poglavlje o Bosni. Oba dijela sada jedinstvene knjige pisana su Gajevim pravopisom i objavljuju se u transliteraciji. Ovo djelo prvi je kartografski rad na hrvatskom jeziku.

## Vanjske poveznice
- Hrvatski školski muzej – Zemljovid carevine Austrianske…  Arhivirana inačica izvorne stranice od 10. lipnja 2007. (Wayback Machine)
- Zbornik Odsjeka povijesnih znanosti Zavoda za povijesne i društvene znanosti HAZU, 24 (2006), str. 269-348